# باسيل دولينج
باسيل دولينج (بالإنجليزية: Basil Dowling)‏ هو شاعر نيوزيلندي، ولد في 1910، وتوفي في 2000.